# Liga de Alemania de waterpolo masculino
La Liga de Alemania de waterpolo masculino es la competición más importante de waterpolo masculino entre clubes alemanes.

## Historial
Estos son los ganadores de liga:
- 2012: Spandau 04
- 2011: Spandau 04
- 2010: Spandau 04
- 2009: Spandau 04
- 2008: Spandau 04
- 2007: Spandau 04
- 2006: SV Cannstatt
- 2005: Spandau 04
- 2004: Spandau 04
- 2003: Spandau 04
- 2002: Spandau 04
- 2001: Spandau 04
- 2000: Spandau 04
- 1999: Spandau 04
- 1998: Spandau 04
- 1997: Spandau 04
- 1996: Spandau 04
- 1995: Spandau 04
- 1994: Spandau 04
- 1993: Waspo Hannover-Linden
- 1992: Spandau 04
- 1991: Spandau 04
- 1990: Spandau 04
- 1989: Spandau 04
- 1988: Spandau 04
- 1987: Spandau 04
- 1986: Spandau 04
- 1985: Spandau 04
- 1984: Spandau 04
- 1983: Spandau 04
- 1982: Spandau 04
- 1981: Spandau 04
- 1980: Spandau 04
- 1979: Spandau 04
- 1978: SV Würzburg 05
- 1977: SV Würzburg 05
- 1976: SV Würzburg 05
- 1975: SC Rote Erde Hamm
- 1974: SV Würzburg 05
- 1973: SC Rote Erde Hamm
- 1972:
- 1971: SC Rote Erde Hamm
- 1970: SV Würzburg 05
- 1969: SC Rote Erde Hamm
- 1968: ASC Duisburg
- 1967: ASC Duisburg
- 1966: SC Rote Erde Hamm
- 1965: ASC Duisburg
- 1964: SC Rote Erde Hamm
- 1963: ASC Duisburg
- 1962: Duisburger SV 98
- 1961: Duisburger SV 98
- 1960: SC Rote Erde Hamm
- 1959: SC Rote Erde Hamm
- 1958: Duisburger SV 98
- 1957: ASC Duisburg
- 1956: SC Rote Erde Hamm
- 1955: SC Rote Erde Hamm
- 1954: SC Rote Erde Hamm
- 1953: Bayer Nürnberg
- 1952: Duisburger SV 98
- 1951: SSF Bramen
- 1950: SSF Bramen
- 1949: SSF Bramen
- 1948: W98 Hannover
- 1947: SSF Bramen
- 1946: No se celebra
- 1945: No se celebra
- 1944: No se celebra
- 1943: Wiener ASC
- 1942: Lufwaffen SV Berlin
- 1941: Duisburger SV 98
- 1940: Duisburger SV 98
- 1939: Duisburger SV 98
- 1938: W98 Hannover
- 1937: W98 Hannover
- 1936: W98 Hannover
- 1934: Weissensee 96
- 1933: SC Hellas Magdeburg
- 1932: Weissensee 96
- 1931: SC Hellas Magdeburg
- 1930: SC Hellas Magdeburg
- 1929: SC Hellas Magdeburg
- 1928: SC Hellas Magdeburg
- 1927: W98 Hannover
- 1926: SC Hellas Magdeburg
- 1925: SC Hellas Magdeburg
- 1924: SC Hellas Magdeburg
- 1923: W98 Hannover
- 1922: W98 Hannover
- 1921: W98 Hannover
- 1920: Nikar Heidelberg
- 1919: 1.Frankfurter SC
- 1913: Germania Berlin
- 1912: Germania Berlin